# تری‌لیکز (فلوریدا)
تری‌لیکز (به انگلیسی: Three Lakes) یک منطقهٔ مسکونی در ایالات متحده آمریکا است که در شهرستان میامی-دید، فلوریدا واقع شده‌است. تری‌لیکز ۹٫۹ کیلومتر مربع مساحت و ۶٬۹۵۵ نفر جمعیت دارد و ۲ متر بالاتر از سطح دریا قرار دارد.